# Diocles de Pepareto
Diocles de Pepareto (finales del siglo IV - principios del siglo III a. C.) fue un historiador de la isla griega de Pepareto. Sus trabajos se han perdido, pero incluían historias de Persia y Roma que tanto Quinto Fabio Píctor como Plutarco conocían y usaron para sus historias sobre los inicios de Roma, su tradiciones ancestrales y sus conexiones con Grecia. Poco más se sabe de Diocles, aparte de que pudo ser una figura de importancia, gran viajero, y abstemio; Ateneo cita a Demetrio de Scepsis para decir que Diocles "bebió agua fría hasta el día de su muerte".